# Soleichthys
Genre
Soleichthys est un genre de poissons plats de la famille des Soleidae (les « soles »).

## Liste d'espèces
Selon World Register of Marine Species (23 janvier 2025) :
- Soleichthys dori Randall & Munroe, 2008
- Soleichthys heterorhinos (Bleeker, 1856)
- Soleichthys maculosus Muchhala & Munroe, 2004
- Soleichthys microcephalus (Günther, 1862)
- Soleichthys multifasciatus (Kaup, 1858)
- Soleichthys nigrostriolatus (Steindachner & Kner, 1870)
- Soleichthys oculofasciatus Munroe & Menke, 2004
- Soleichthys serpenpellis Munroe & Menke, 2004
- Soleichthys siammakuti Wongratana, 1975
- Soleichthys tubiferus (Peters, 1876)